# Commitment (película)
Commitment (en hangul, 동창생; en hanja, 同窓生; romanización revisada, Dongchangsaeng; literalmente, «Antiguo alumno») es una película surcoreana de 2013 dirigida por Park Hong-soo y protagonizada por Choi Seung-hyun, Han Ye-ri, Yoon Je-moon, Jo Sung-ha y Kim Yoo-jung. Se estrenó el 6 de noviembre de 2013.

## Tema y argumento
Según Park Eun-gyeong, director ejecutivo de The Lamp, la productora de la película, Commitment no se centra en ideologías políticas a pesar de que el material de la película son las relaciones entre las dos Coreas. «Esta película trata sobre la tercera generación de coreanos desde la división de la península. Los acontecimientos históricos (la división de Corea y la guerra de Corea) que los dos personajes no vivieron directamente, sin embargo, cambian sus vidas y destinos».

### Argumento
Myung-hoon nació en una familia privilegiada de Corea del Norte (pues su padre era agente infiltrado en el sur) y su sueño era convertirse en pianista. Pero cuando aquel es asesinado después de haber sido acusado injustamente, sus aspiraciones se hacen añicos y acaba encarcelado junto con su hermana menor Hye-in en el campo de prisioneros de Yodeok, como miembros de la familia de un traidor. «Solo hay una manera de que tú y tu hermana salgáis de aquí»: el coronel Moon, superior de su padre y oficial militar de alto rango, propone un trato a Myung-hoon: si va al Sur como técnico (asesino) y termina lo que su padre no había logrado, él y su hermana serán liberados. Así, logra entrar en Corea del Sur como un desertor o refugiado del Norte, se hace adoptar por una farmacéutica y su marido que en realidad forman parte de la red de espionaje norcoreano, y se hace pasar por Kang Dae-ho, un estudiante de secundaria. Una de sus compañeras de clase se llama también Hye-in; es huérfana, sufre el acoso de otros compañeros y Myung-hoon la defiende; así nace una amistad entre ambos, aunque ella abandona la escuela para dedicarse a su pasión por la danza. Entretanto, desde el Norte le encargan que localice y elimine a Estrella del Norte, otro agente técnico despiadado que pertenece a una facción rival en el espionaje norcoreano. Myung-hoon completa la misión pero el contraespionaje surcoreano le sigue la pista. Poco después muere Kim Jong-il, y en la lucha de poder que se desencadena para su sucesión el coronel Moon queda de la parte equivocada, y después de ser torturado y amenazado de muerte se decide a traicionarlo para salvarse, llevándose al Sur consigo a Hye-in como cebo. En un enfrentamiento con Moon y sus hombres, Myung-hoon resulta herido pero logra escapar, mientras los surcoreanos logran rescatar a su hermana Hye-in. Él se refugia en casa de la Hye-in excompañera de clase, que descubre su verdadera identidad al ver por televisión que lo persigue la policía, mientras cae la red de espionaje norcoreano.

## Reparto
- Choi Seung-hyun (T.O.P) como Li Myung-hoon/Kang Dae-ho (identidad encubierta utilizada en Corea del Sur).[5][2]
- Han Ye-ri como Lee Hye-in, compañera de clase de Kang Dae-ho, que sufre el acoso de otros compañeros.[6][7]
- Yoon Je-moon como Cha Jung-min, agente del Servicio de Inteligencia Nacional de Corea del Sur.[8]
- Jo Sung-ha como Moon Sang-chul, coronel del un servicio de información de Corea del Norte.[9]
- Kim Yoo-jung como Li Hye-in, hermana menor de Myung-hoon.[10][11]
- Jung Ho-bin como Estrella del Norte, agente norcoreano de una facción rival.
- Kwak Min-seok como Kim, un agente norcoreano, padre adoptivo de Myung-hoon en Corea del Sur.
- Kim Sun-kyung como una agente norcoreana, madre adoptiva de Myung-hoon en Corea del Sur, que trabaja en una farmacia.
- Kim Min-jae como un agente norcoreano.
- Lee Joo-shil como Hwang Jeong-sook, una veterana agente norcoreana; como cobertura es propietaria de un pojangmacha.
- Park Ji-il como un el director de la Inteligencia Nacional.
- Uhm Tae-goo como Il-jin.[12]
- Park Sung-woong como Li Young-ho, el padre de Myung-hoon y Hye-in (aparición especial).[13][14]
- Choi Young como un profesor de la clase de Dae-ho.
- Seo Kwang-jae como un profesor de ciencias.
- Choi Jeong-seon como la líder de la clase de baile.
- Seo Eun-ah como una compañera de la academia de baile.[15][16]

- Dong Hyun-bae como un amigo de Il-jin.
- Hwang Se-jung como un amigo de Il-jin.
- Yoo Jae-myung como Kim Sun-myung, jefe de la Unidad 8 de la Oficina de Reconocimiento.

## Producción
Commitment es el debut como director de Park Hong-soo, después de haber sido asistente de dirección en películas de éxito, como Rough Cut (2008), Secret Reunion (2010) y All About My Wife (2012).
Se rodó en Yongin (provincia de Gyeonggi); el rodaje comenzó en julio de 2012 y terminó el 21 de enero de 2013.
El 2 de octubre de 2013 la compañía distribuidora publicó tres carteles de la película y anunció la fecha del estreno. La producción se presentó primero en el New Millennium Hall de la Universidad Konkuk en Gwangjin-gu, Seúl, el 16 de octubre, y después en una conferencia de prensa celebrada en Megabox (Dongdaemun, Seúl) el 29 de octubre.

## Estreno y taquilla
La película se vendió en Estados Unidos y Alemania antes de su estreno en Corea, además de en muchos países asiáticos (Singapur, Malasia, Brunéi, Hong Kong, Tailandia, Camboya y Taiwán). En Estados Unidos se estrenó el 6 de diciembre de 2013, y en Japón el 25 de enero de 2014.
En su país, ocupó el primer lugar por taquilla en los dos primeros días de exhibición, pero luego quedó relegada al segundo tras el éxito de taquilla de Hollywood Thor: El mundo oscuro. El día 12, a la primera semana de estreno, el número acumulado de espectadores era de 793 940. Al final de su paso por pantalla había vendido 1 048 280 entradas en 660 salas de cine, con una taquilla total del equivalente a 5 282 741 dólares. Quedó por este concepto en la trigésimo primera posición entre las películas surcoreanas estrenadas ese año.